# Base de submarinos de Lorient

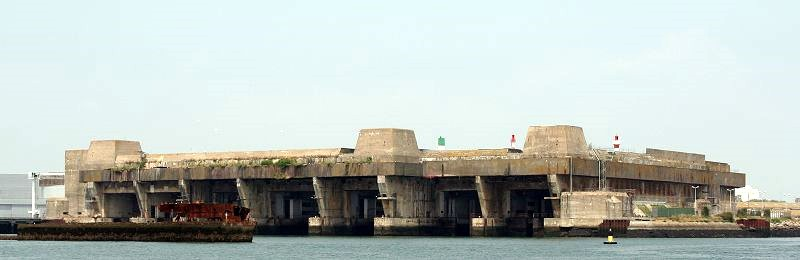
Base de submarinos de Lorient.

A base de submarinos de Lorient, ou ainda base de submarinos de Keroman, é um complexo de bunkers da Segunda Guerra Mundial localizado em Lorient (Bretanha, França). Em 1946 tomou o nome de base de submarinos engenheiro general Stosskopf.
Construída entre 1941 e 1944 pela Alemanha nazi durante a ocupação, é destinada à 2.º e 10.ª flotilha de U-boot da Kriegsmarine, inscrevendo-se no dispositivo da muralha do Atlântico. A sua presença é a causa da destruição da cidade de Lorient pela aviação aliada em janeiro e fevereiro de 1943, e pela resistência alemã a 10 de maio de 1945.
A base de submarinos foi recuperada pela Marinha Nacional da França após o conflito, e foi utilizada até 1997 como base de submarinos. Gerida pela Marinha no quadro do desenvolvimento do programa de submarinos de mísseis balísticos nucleares franceses, e para a criação de construções navais a base de materiais compósitos, o local é, desde então, dedicado a atividades marítimas civis.
Desde o final da década de 1990 que o local foi reconvertido em pólo náutico, acolhendo um centro de serviços marítimo, um museu no interior do submarino Flore e um centro de exposições multimédia denominado Cité de la voile Éric Tabarly.
O complexo da base de submarinos é composto por três bunkers (Keroman I, II e III), dois Dom-Bunkers localizados no espaço do porto de pesca de Keroman e outro bunker em Lanester nas margens do rio Scorff. Foi necessário o trabalho de 15 000 pessoas e a colocação de cerca de um milhão de metros cúbicos de betão. Os três bunkers de Keroman têm entre cinco e sete cavidades destinadas a acolher U-boots, cobertos por tetos de uma dezena de metros de espessura.

## História

### A situação de Lorient antes da Segunda Guerra Mundial

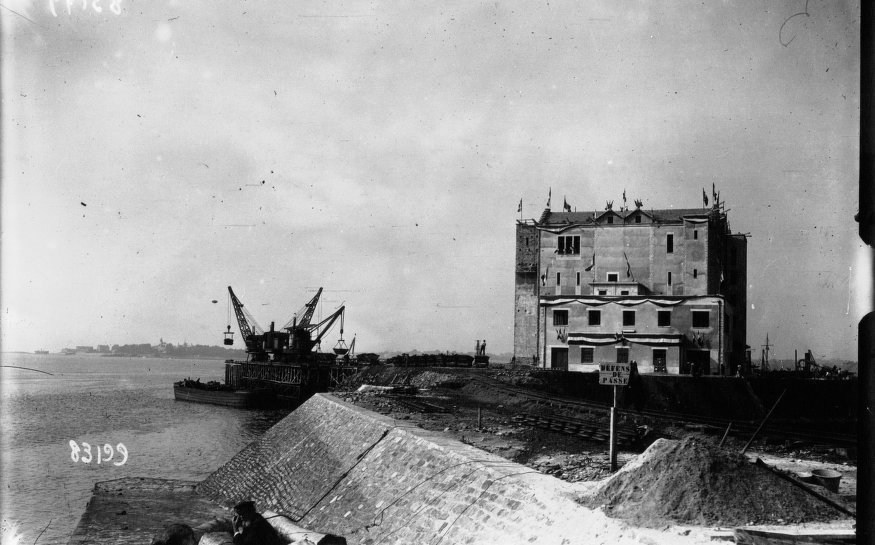
Construção de Keroman em 1920.

A cidade de Lorient desenvolveu-se graças à implantação em 1666 da companhia Francesa das Índias Orientais, e os seus portos marítimos sofreram sucessivas modernizações. Em 1861 é lançado dos estaleiros a primeira fragata integralmente blindada La Couronne. Na década de 1920 o engenheiro Henri Verrière desenvolve o atual porto de pesca de Keroman e dota-o de equipamento moderno. Henri Verrière prevê alongar o porto para a península de Keroman, construindo ali novos cais e fábricas de transformação de peixe.
A cidade readquire o seu estatuto de prefeitura marítima por um decreto de 20 de maio de 1939 e dispõe, antes do início da guerra, de uma guarnição de cerca de 5 600 marinheiros e de um arsenal militar empregando cerca de 5 000 operários, tendo uma população de 60 000 habitantes. A cidade de Lorient serve como base de recuo frente ao avanço alemão em junho de 1940. O ouro dos bancos nacionais belgas e polacos é evacuado pelo porto de Lorient a 17 e 18 de junho de 1940. Nesse mesmo dia o almirante François Darlan, então em Bordéus, ordena às forças locais que resistam ao avanço alemão. O vice-almirante Hervé de Penfentenyo, encarregado do cidade, aplica a política da terra queimada destruindo as munições e estruturas chaves. A 21 de junho de 1940 as tropas alemãs, reagrupadas em Quimperlé, atacam Guidel. A cidade de Lorient cai nesse mesmo dia.

### Utilização pela Alemanha Nazista

#### A escolha de Keroman

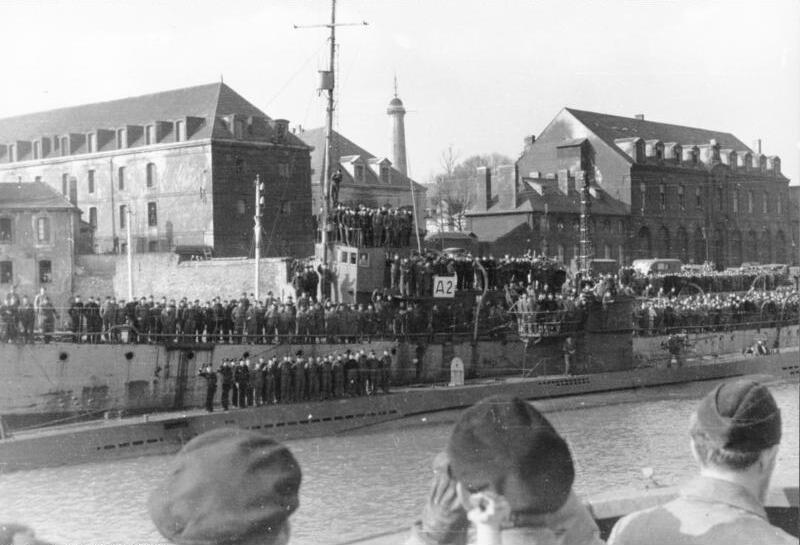
O U-123 no cais.

No início do mês de junho de 1940, o contra-almirante Karl Dönitz, então comandante superior dos submarinos da Kriegsmarine, envia uma delegação do seu estado-maior para inspeccionar os portos da costa francesa que poderiam servir como base para os seus submarinos. O armistício é assinado a 22 de junho e ele chega a Lorient a 23 de junho de 1940. A 28 de junho escolhe estabelecer na cidade de Lorient o seu quartel general, assim como ali colocar a 2.ª flotilha de U-boote: esta última fica dotada de instalações modernas, ligadas por via férrea e menos exposta aos britânicos do que em Brest. Dönitz instala-se a 16 de outubro de 1940 num villa do bairro de Kernével, em Larmor-Plage, frente à península de Keroman e o ministro da guerra alemão, o almirante Erich Raeder, visita a cidade a 8 de agosto de 1940.
Operários alemães deixam a base de Wilhelmshaven em junho para chegarem a Lorient em agosto para fazerem reparações, além do local ser inspeccionado contra minas magnéticas. A 6 de junho o porto é declarado aberto. Um primeiro U-boot, o U-30, chega no dia seguinte para ser abastecimento. São feitas obras nas infraestruturas portuárias de forma a permitir uma melhor utilização de submarinos. Em setembro 17 submarinos vêm abastecer-se na cidade; no mês seguinte chegam 40.
A 22 e 23 de agosto de 1940 um primeiro ataque de 12 bombardeiros atinge Lorient. Os bombardeiros atingem a região de forma regular até julho de 1941. São tomadas várias medidas de defesa passiva e Dönitz encontra-se com Hitler a 28 de outubro de 1940, nos arredores de Paris, para lhe pedir a construção de 3 bases: em Lorient, Brest e Saint-Nazaire. A 7 de novembro de 1940 Hitler ordena a construção de bunkers de proteção para submarinos na costa Atlântica, e uma primeira reunião sobre o assunto tem lugar em Lorient, na presença de Fritz Todt, a 15 e 16 do mesmo mês. Finalmente, a 23 de dezembro de 1940, Hitler aprova o plano de construção.